# 宰赛
宰赛（?—?），又作斋赛、介赛，孛儿只斤氏，16世纪至17世纪蒙古内喀尔喀領主。他是阿尔楚博罗特玄孙，虎喇哈赤曾孙，伯言儿之子。
宰赛占据福余卫故地，在辽河流域驻牧，部众一万余人，精兵五千。势力东达辽河两岸，西至扎鲁特，北至科尔沁南部。1595年，与明朝通贡互市。1605年，诱杀明朝边将熊钥，被朝廷革除市赏。他和伯父煖兔不和，筑城防备。1619年，率军和后金努尔哈赤在铁岭交战，兵败，和两个儿子都被俘虏。被后金释放后，与林丹汗继续对抗后金。1634年，部众散亡，其人不知所终。内喀尔喀五部之中，他和叔祖炒花都因对抗后金而被消灭，仅剩扎鲁特部、巴林部归顺后金，后来成为清朝的札萨克。